# شریزهایم
شهر شریسهایم (به آلمانی: Schriesheim) در ایالت بادن-وورتمبرگ در کشور آلمان واقع شده‌است.